# 卡拉什尼科夫集團
卡拉什尼科夫集團（俄語：Конце́рн Кала́шников，羅馬化：Kontsérn Kaláshnikov，IPA：[kɐnˈt͡sɛrn kɐˈɫaʂnʲɪkəf]）是俄罗斯规模最大的军火生产商之一，在2013年前为伊熱夫斯克機器製造廠。該公司設計和生產民用和軍用武器，包括卡拉什尼科夫自動步槍、突擊步槍、狙擊步槍、指定射手步槍、機槍、小隊自動武器、獵槍、霰彈槍、制導砲彈、遙控武器站、無人駕駛車輛和軍用機器人。

## 注解
1. ↑  俄語：，羅馬化：Izhévsky mashinostroítelny Zavod (IZhMASh)